# Héroes y villanos
Héroes y villanos fue una miniserie dramática producida en 2007 y 2008 por la British Broadcasting Corporation del Reino Unido cuyo primer episodio se transmitió el 11 de noviembre de 2007. Cada uno de los episodios se refería a un momento clave de la vida de un personaje histórico. Los episodios eran de una hora de duración, estaban basados en relatos de cada época y se realizaron con el asesoramiento de historiadores modernos..
La serie, que en el Reino Unido fue titulada Heroes and Villains se emitió en Estados Unidos con el nombre de Warriors por el  canal The Military Channel, que más adelante cambió su nombre por el de American Heroes Channel.

## Episodios
- Napoleón Bonaparte (1769-1821). El período  de la historia del militar y político entre el 24 de agosto y el 18 de diciembre de 1793, vista dentro y fuera de los campos de batalla. Transmitido el 11 de noviembre de 2007.
- Atila (395-433). Basado en la historia del último y más poderoso caudillo de los hunos, tribu procedente probablemente de Asia, que gobernó el mayor imperio europeo de su tiempo y fue conocido en Occidente como El azote de Dios. Transmitido el 13 de febrero de  2008.
- Espartaco (113 a. C. – 71 a. C.). Un período de la historia del esclavo tracio que lideró la rebelión más importante contra la República romana en suelo itálico entre 73 a. C. y 71 a. C. Transmitido el 29 de febrero de 2008.
- Hernán Cortés (1485-1547). Basado en la historia del conquistador español, que a principios del siglo XVI, lideró la expedición que conquistó en México el Imperio Azteca poniendo su territorio bajo dominio de la Corona de Castilla. Transmitido el 15 de marzo de  2008.
- Ricardo Corazón de León (1157-1199). Sobre un período de la Tercera Cruzada (1187-1191) que, conducida por Ricardo, rey de Inglaterra, fue un intento de los líderes europeos para reconquistar la Tierra Santa de manos de Salah ad-Din Yusuf ibn Ayyub, conocido en español como Saladinodel.Transmitido el 22 de marzo de 2008.
- Shōgun, transmitido el 1 de abril de 2008. En una época en la cual en Japón el shōgun, convertido en general en jefe de las fuerzas armadas de Japón, tenía el poder militar y político del país en tanto el Emperador retenía el poder espiritual y religioso, la lucha por el poder culmina el  21 de octubre de 1600 con la batalla de Sekigahara, la mayor batalla de samurai en la historia japonesa.